# クロード・モーリアック
クロード・モーリアック（Claude Mauriac、1914年4月25日 パリ - 1996年3月22日）は、フランスの作家、ジャーナリストである。作家フランソワ・モーリアックの長男である。

## 来歴・人物
1914年4月25日、フランス・パリに生まれる。
『フィガロ』の映画批評家、文芸家になる以前に、1944年から1949年にかけてシャルル・ド・ゴールの私設秘書であった。いくつかの小説と随筆の著作者であり、父親の小説『テレーズ・デスケルウ』の映画化の際に共同脚本を執筆している（監督・脚本ジョルジュ・フランジュ、1962年）。1959年、『晩餐会』でメディシス賞を受賞。小説家マルセル・プルースト研究を執筆しているが、モーリアックの妻はプルーストの姪孫である。また、実妹の娘がジャン＝リュック・ゴダールと結婚歴のある女優で、のちに小説家になったアンヌ・ヴィアゼムスキーである。
映画に関しては、上記共同脚本のみならず、1948年、ジャン・コクトーやアンドレ・バザンらによる前衛的シネクラブ「オブジェクティフ49」の結成に参加、翌1949年、「呪われた映画祭」賛同者に名を連ねる。1950年、ジャン・コクトー監督の『オルフェ』に出演している。1962年のオムニバス映画『新・七つの大罪』の一篇、エドゥアール・モリナロ監督の『嫉妬』の製作主任として撮影現場に立ったこともある。1961年の第14回カンヌ国際映画祭、1963年の第24回ヴェネツィア国際映画祭の審査員を歴任した。
1996年3月22日、死去。81歳没。